# HMS Trident (N52)

El HMS Trident (N-52) fue un submarino de la  clase T (también conocida como clase Tritón) perteneciente a la Royal Navy. 

## Construcción
Fue puesto sobre las gradas de los astilleros Cammell Laird & Co Limited, Birkenhead de Barrow el 12 de enero de 1937, donde fue botado el 7 de diciembre de 1938. Tras la finalización de sus obras, fue entregado a la Royal Navy el 1 de octubre de 1939 que lo asignó al primer grupo de submarinos de clase T.

## Historial
El HMS Trident operó en varios de los teatros de operaciones navales durante la Segunda Guerra Mundial, tanto en aguas locales en el mar del Norte y costas escandinavas, como en el mar Mediterráneo y en el lejano oriente, en aguas del océano Pacífico.

### Aguas británicas
Realizó patrullas desde 1941 hasta mediados de 1943 en el mar del Norte, donde hundió a los mercantes alemanes Edmund Hugo Stinnes 4, Ostpreußen, Donau II, Hödur y Bahia Laura, al buque tanque alemán Stedingen y al buque nodriza de submarinos auxiliar alemán Rau IV (UJ 1213).  También atacó y consiguió dañar a los mercantes alemanes Cläre Hugo Stinnes y Levante, y no tuvo éxito en los ataques contra los mercantes, también alemanes, Palime, Wandsbek, Pelikan y Altkirch, el petrolero alemán Dithmarschen, el buque hospital alemán Birka, el minador alemán Bali (MRS 3) y el submarino alemán U-31.  De retorno a su base de Polyárnoe, en la Unión Soviética, el HMS Trident fue atacado sin éxito por el submarino alemán U-566.
Quizás sus objetivos más importantes, fueron los cruceros pesados alemanes Prinz Eugen y Admiral Hipper, a los cuales atacó en Noruega el 23 de febrero de 1942. El HMS Trident disparó en total siete torpedos contra los cruceros, uno de los cuales logró impactar en la popa del Prinz Eugen con el resultado de que el timón del crucero quedó atascado, además de dañar las máquinas, aunque el Admiral Hipper consiguió escapar.
Durante algún tiempo, vivió a bordo un joven reno, que fue un presente entregado por las autoridades soviéticas en agosto de 1941 como parte de las ceremonias diplomáticas con motivo de la alianza entre Gran Bretaña y la Unión Soviética. El reno, recibió el nombre de "Polyarnoe" y parece ser que se adaptó bien a la vida a bordo. Cuando el submarino retornó a Gran Bretaña, se usaron los servicios de un matarife local para sacar al animal del submarino con seguridad. Polyarnoe pasó el resto de su vida en un zoológico británico.

### Mediterráneo
En 1943, el HMS Trident fue asignado a operaciones en el mar Mediterráneo, donde consiguiendo hundir cinco veleros y dañando al mercante italiano Vesta y al patrullero alemán She Tassia Christa (GA 41); también atacó al buque nodriza de submarinos alemán UJ 2202.  Tuvo mala suerte en varias ocasiones, al fallar sus torpedos en ataques contra dos submarinos, contra el mercante italiano Agnani y el buque francés mixto de carga y pasajeros Cap Corse.
A mediados de 1943 fue destinado al Océano Pacífico.

### Lejano oriente
Desde 1943 hasta el final de la contienda mundial, permaneció en aguas del Pacífico, donde hundió un velero y una lancha de desembarco japoneses, también atacó sin éxito al crucero de entrenamiento Kashii.

### Postguerra
El HMS Trident sobrevivió a la guerra, y fue vendido para desguace el 17 de febrero de 1946, fue desguazado por la empresa Cashmore, de Newport.